# Sveučilište Complutense
Sveučilište Complutense u Madridu (španjolski: Universidad Complutense de Madrid, UCM; latinski: Universitas Complutensis Matritensis) javno je istraživačko sveučilište smješteno u Madridu. Osnovano u Alcaláji 1293. (prije preseljenja u Madrid 1836.), jedno je od najstarijih sveučilišta na svijetu i jedna od najprestižnijih visokoškolskih ustanova u Španjolskoj. Osnovao ga je kardinal Francisco Jiménez de Cisneros. Smješteno je na prostranom kampusu koji zauzima cijeli madridski okrug Ciudad Universitaria, s aneksima u okrugu Somosaguas u susjednom gradu Pozuelo de Alarcón. Ime je dobilo po drevnom rimskom naselju Complutum, sada arheološkom nalazištu u gradu Alcalá de Henares, istočno od Madrida.
Upisuje preko 86 000 studenata. Kraljevskim dekretom iz 1857., tada Središnje sveučilište bilo je prva i jedina institucija u Španjolskoj ovlaštena za dodjelu doktorata diljem Španjolskog Carstva. Godine 1909. Središnje sveučilište postalo je jedno od prvih sveučilišta na svijetu koje je dodijelilo doktorat ženi. Godine 1943. preimenovano je u Universidad de Madrid (Sveučilište u Madridu).
U svojoj sedam stoljeća dugoj povijesti, među istaknutim studentima sveučilišta bili su: sv. Ignacije Lojolski, Federico García Lorca, Pedro Calderón de la Barca, Santiago Ramon y Cajal, Jules Mazarin i mnogi drugi. Pohađalo ga je i 7 dobitnika Nobelove nagrade, 18 dobitnika nagrade Princeze od Asturije, 7 dobitnika nagrade Miguel de Cervantes za književnost na španjolskom jeziku, povjerenici Europske komisije, predsjednik Europskog parlamenta, glavni tajnik Europskog vijeća, članovi Izvršnog odbora Europske središnje banke, glavni tajnik NATO-a, glavni direktor UNESCO-a, generalni direktor MMF-a, kao i šefovi država i vlada.